# ضد آروماتیسیته
مولکول‌های ضد آروماتیک سامانه‌های حلقه‌ای با پیوندهای تکی و دوگانه اند که در آن‌ها انرژی آروماتیک ترکیب‌ها در الکترون‌های پی بسیار بالاتر از همتای آن‌ها که با زنجیر باز است، می‌باشد. بنابراین ترکیب‌های ضد آروماتیک ناپایدار و به شدت واکنش پذیر اند. گاهی این ترکیب‌ها با تغییر شکل خود از حالت صفحه‌ای تلاش می‌کنند تا این ناپایداری را از بین ببرند. معمولاً ترکیب‌های ضد آروماتیک از قانون هوکل در پیوند آروماتیک پیروی نمی‌کنند.
نمونه‌های سامانه‌های ضد آروماتیک عبارتند از: سیکلوبوتادین (A)، کاتیون سیکلوپنتادینیل (B) و آنیون سیکلوپروپنیل (C). سیکلواکتاتترائن یک سامانهٔ ۴n تایی است ولی نه آروماتیک است و نه ضد آروماتیک چون مولکول آن از داشتن هندسهٔ صفحه‌ای گریزان است.
یک سامانهٔ π را می‌توان با اضافه کردن یک جفت الکترون از راه واکنش‌های اکسایش و کاهش به سامانه‌ای آروماتیک و در نتیجه پایدارتر از حالت غیر یا ضد آروماتیکش بدل کرد. برای نمونه سیکلواکتاتترائنید دی‌آنیون چنین است.
معیارهای آیوپاک برای ضدآروماتیسیته بودن به قرار زیر است:
1. مولکول باید ۴n π الکترون داشته باشد که n عددی صحیح است.
2. مولکول باید حلقوی باشد.
3. مولکول باید دارای الکترون پیوند پی باشد.
4. مولکول باید مسطح باشد.

مشاهده‌ها نشان داده‌است که اختلاف انرژی میان ترکیب‌های آروماتیک و ضد آروماتیک با افزایش اندازهٔ آن‌ها، کاهش می‌یابد. برای نمونه سامانهٔ  12-pi دیفنیلن یک ترکیب ضد آروماتیک است ولی پایدار و در دسترس است. The low energy penalty for antiaromaticity is also demonstrated in certain پیرازین-dihydropyrazine pairs
ترکیب دست چپ یک ترکیب آروماتیک با ۱۴ الکترون پی است ( NICS –۲۶.۱ ppm) با کمک یک واکنش گرماده می‌توان این مولکول را به یک ترکیب ضدآروماتیک با ۱۶ الکترون پی تبدیل کرد ( NICS +۲۷.۷ ppm) که این ترکیب در سمت راست نشان داده شده‌است. در اثر حضور اکسیژن دی‌هیدروپیرازین کم کم به شکل پیرازین برمی گردد.
ضدآروماتیسیته در تعادل شیمیایی میان دو پورفیرین زیر نیز دیده می‌شود:
یک پورفیرین معمولی، یک ترکیب شیمیایی آروماتیک ۱۸ الکترونی است (بدون الکترون‌های دو پیوند دوگانه که شرکتی ندارند) ولی با جایگزینی یک حلقهٔ پیرول بجای حلقهٔ متا-فنیلین، ویژگی آروماتیسی به خاطر نداشتن conjugation از دست می‌رود.
In this system the phenylene group is also a فنول and structure A is found to interconvert with 20 electron antiaromat B via keto-enol tautomerism. Antiaromaticity is evident from طیف‌سنجی تشدید مغناطیسی هسته‌ای with the inner NH protons  shifting downfield by 10 ppm to 21 ppm. The NICS values compare +0.7 for A (non-aromatic) and +5 (antiaromatic) for B and other computer simulations predict that B is actually more stable than A.